# Саброза, Симан
Сима́н Пе́дру Фонсе́ка да Сабро́за (порт. Simão Pedro da Fonseca Sabrosa; 31 октября 1979, Вила-Реал) — португальский футболист, полузащитник. Входил в пятёрку лидеров сборной Португалии по количеству сыгранных матчей за всю историю.

## Карьера
Выступал за такие известные клубы, как «Спортинг», «Барселона», «Бенфика», «Атлетико Мадрид».
В 1999 перешёл из лиссабонского «Спортинга» в «Барселону» за 10 миллионов евро.
В 2001 перешёл в лиссабонскую «Бенфику» за 12 миллионов евро.
23 декабря 2010 года Симан подписал контракт с турецким клубом «Бешикташ» сроком на 2,5 года.
В 2012 году перешёл в испанский «Эспаньол». Отыграв там два года переехал в Индию, в клуб «Норт-Ист Юнайтед», где и завершил карьеру игрока.

## Достижения

### Командные
Бенфика
- Чемпион Португалии: 2005
- Обладатель Кубка Португалии: 2004
- Обладатель Суперкубка Португалии: 2005

Атлетико Мадрид
- Победитель Лиги Европы: 2010
- Победитель Суперкубка УЕФА: 2010

Бешикташ
- Обладатель Кубка Турции: 2011

Сборная Португалии
- Чемпион Европы среди юношей до 17 лет: 1996
- Вице-чемпион Европы 2004

### Личные
- Лучший бомбардир чемпионата Португалии: 2002/03
- Футболист года в Португалии: 2007